# Catedral de San Salvador (Aix-en-Provence)
La catedral de Saint-Saveur es un templo católico ubicado en la localidad francesa de Aix-en-Provence. Construida sobre el antiguo templo romano de Apolo entre los siglos V y XVII, en ella confluyen diferentes estilos arquitectónicos, en la portada se observa una parte románica del siglo XII y otra gótica de los siglos XV y XVI, mientras que en el interior, románico y gótico se unen al barroco del baptisterio octogonal. La catedral es sede del arzobispado de Aix-Arles.

## Historia
Según la tradición cristiana, la primera iglesia que existió en el lugar que hoy ocupa la catedral fue una modesta capilla construida por San Maximino de Aix, quien llegó a Provenza procedente de Betania, una aldea cercana a Jerusalén, acompañando a María Magdalena en una barca propiedad de Lázaro. Maximino consagró la capilla al Salvador (le Saint Saveur).
Alrededor del año 500 se contuyó un grupo de edificios episcopales en la parte superior del antiguo foro romano que incluirían una capilla y un baptisterio. La antigua basílica romana serviría como catedral y sede el obispado del que se conoce su existencia al menos desde el siglo V.
Durante la segunda mitad del siglo XI se llevaron a cabo reformas en el primitivo baptisterio y ya a principios del siglo XII, se comenzó a construir nueva iglesia de estilo románico con una única y amplia nave dedicada a la Virgen María (Sainte-Marie). Una segunda nave, dedicada a San Maximino (Saint-Maximin), fue construida aproximadamente en 1165, esta se encuentra entre la primera nave y el baptisterio.
En época gótica (finales del siglo XIII) Aix-en-Provence se convirtió en la capital de la Provenza y la población e importancia de la ciudad creció rápidamente. Las órdenes religiosas comenzaron a llegar; los franciscanos primero, luego los dominicos, carmelitas y agustinos, y con ellos la construcción de nuevas iglesias, monasterios y conventos. En esta época se volvió a modificar la catedral, los trabajos que afectaron sobre todo la actual nave central, se fueron desarrollando hasta bien entrado el siglo XVI debido al parón que sufrieron las obras durante la guerra de los Cien Años. Ya en el siglo XVII se concluyó una tercera nave.
Al sur, junto al baptisterio se encuentra el claustro medieval y las dependencias de la comunidad de canónigos.

## El claustro

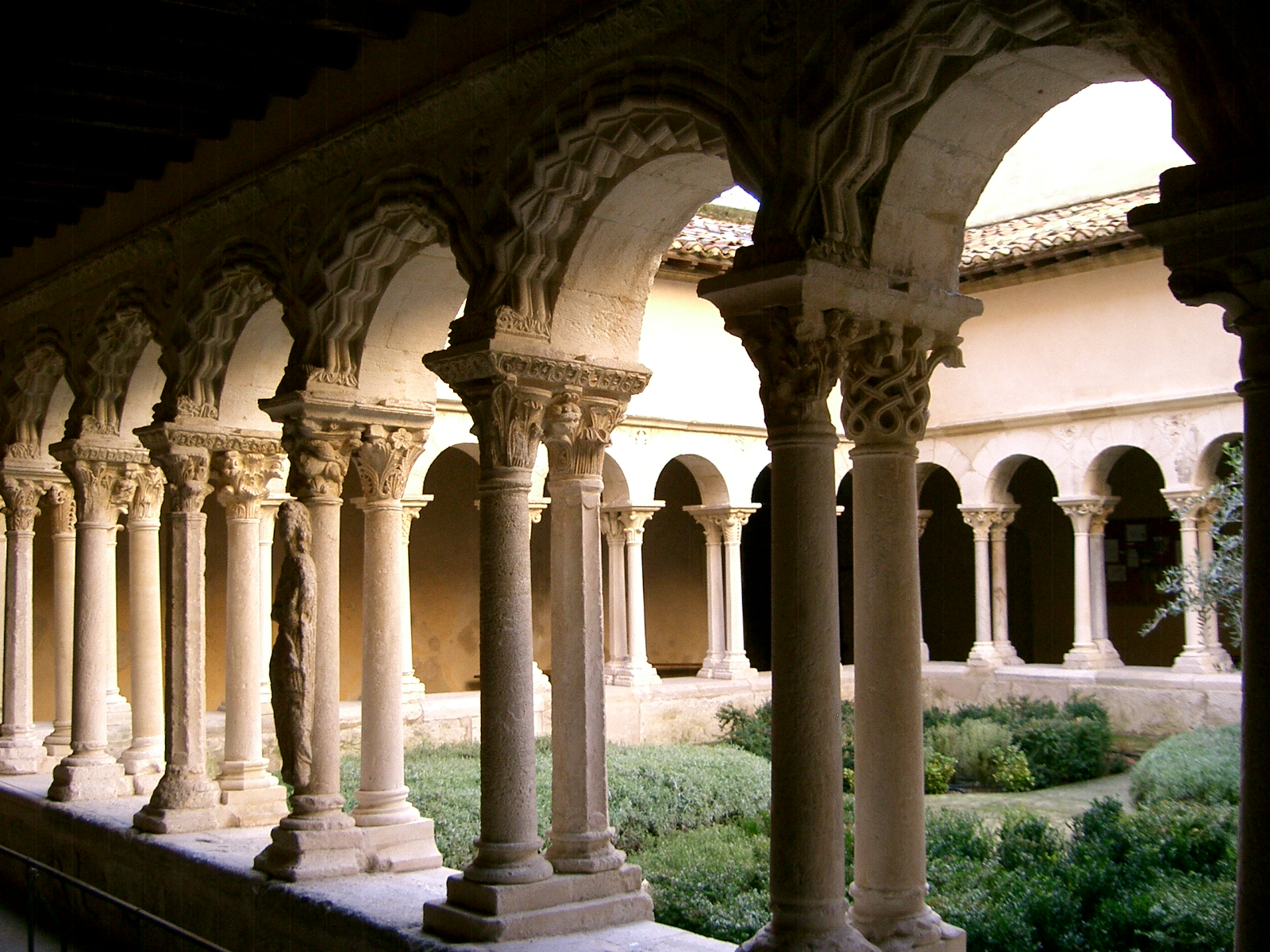
claustro de Saint-Sauveur

Fue construido alrededor de 1190 por los canónigos de la catedral en unos momentos en los que se instó a estos a vivir una vida comunitaria más austera y más monástica. El claustro se construyó sobre el foro romano del siglo I d. C.
A diferencia de otros claustros provenzales, las galerías no fueron cubiertas por una bóveda sino por una estructura de madera. Esto permitió que se pudieran utilizar columnas más estilizadas y elegantes. Las arcadas están formadas por columnas gemelas mientras que los cuatro pilares de los ángulos están decorados con paneles tallados con los símbolos de los cuatro evangelistas. Un ángel simboliza a San Mateo, el león a San Marcos, cuyo pilar decoran cuatro columnas torsas o retorcidas, el toro simboliza a San Lucas, cuyo pilar está decorado con relieves del Antiguo y el Nuevo Testamento. El pilar se San Juan, simbolizado por el águila, está decorado con una estatua del propio evangelista.
Una losa de mármol en la galería oeste, cuya inscripción se ha desgastado con el paso del tiempo, se cree que puede pertenecer a la tumba de Balilio, obispo de Aix-en-Provence hacia el año 500 y constructor de la primera catedral.

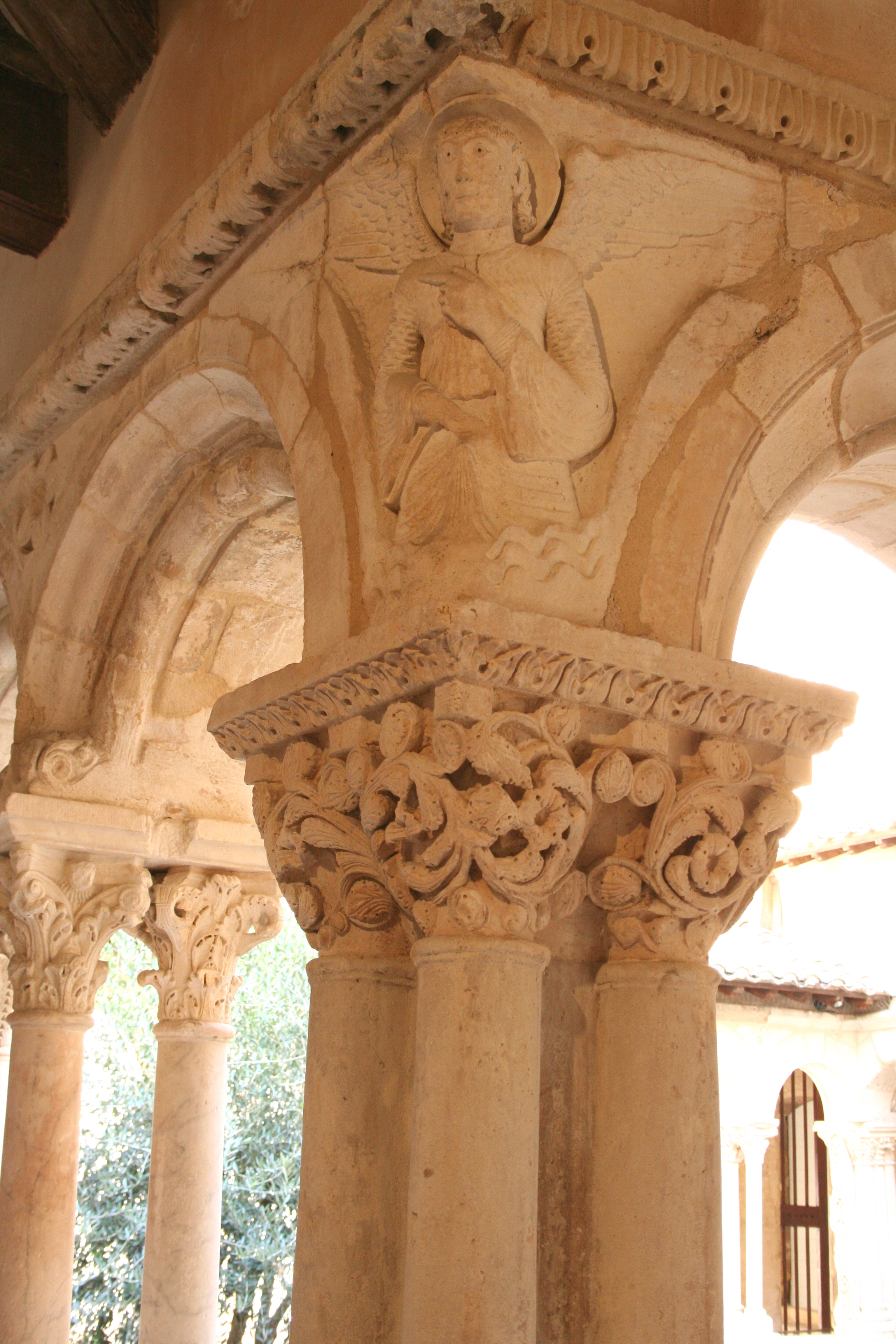
Pilar de San Mateo.
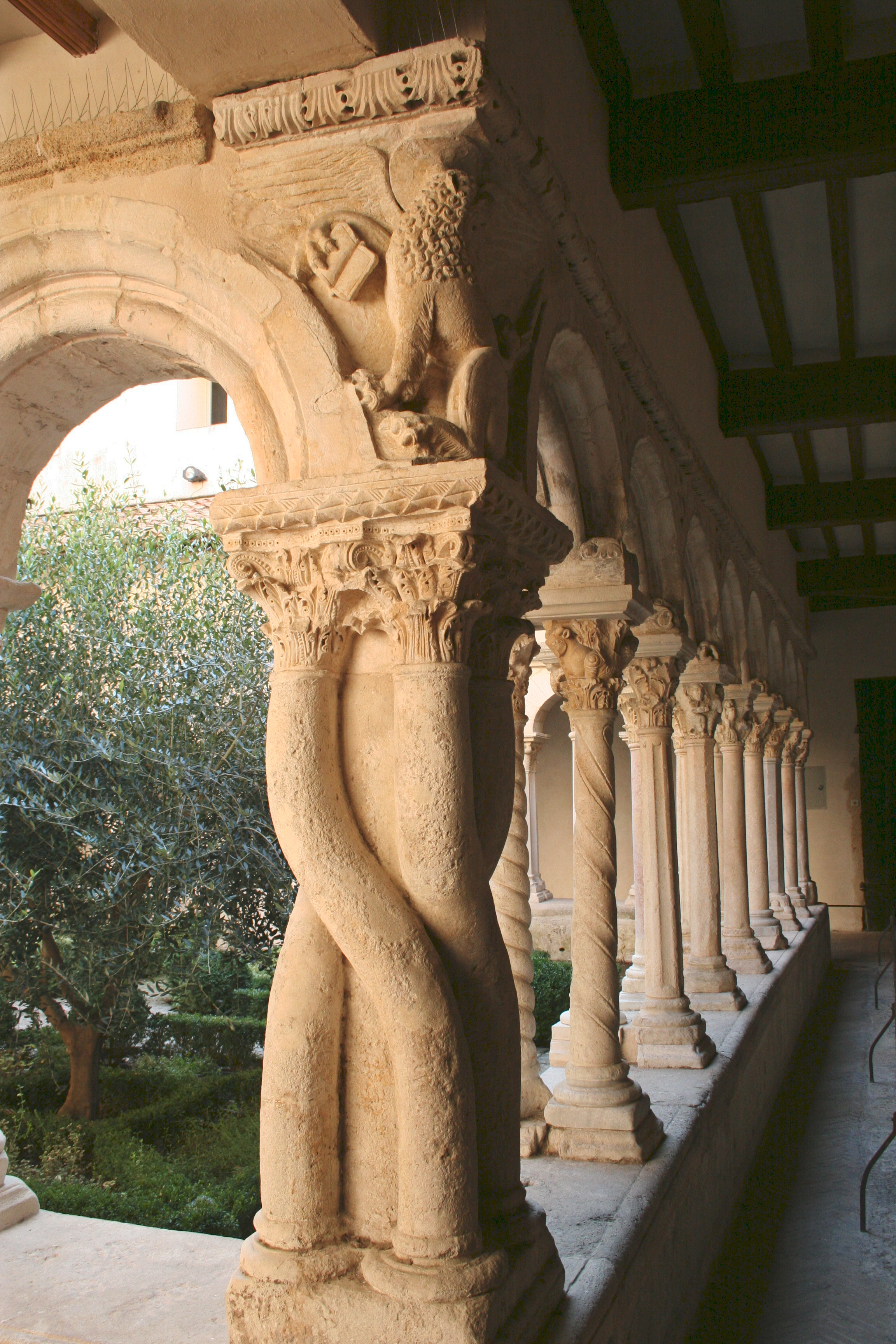
Pilar de San Marcos.
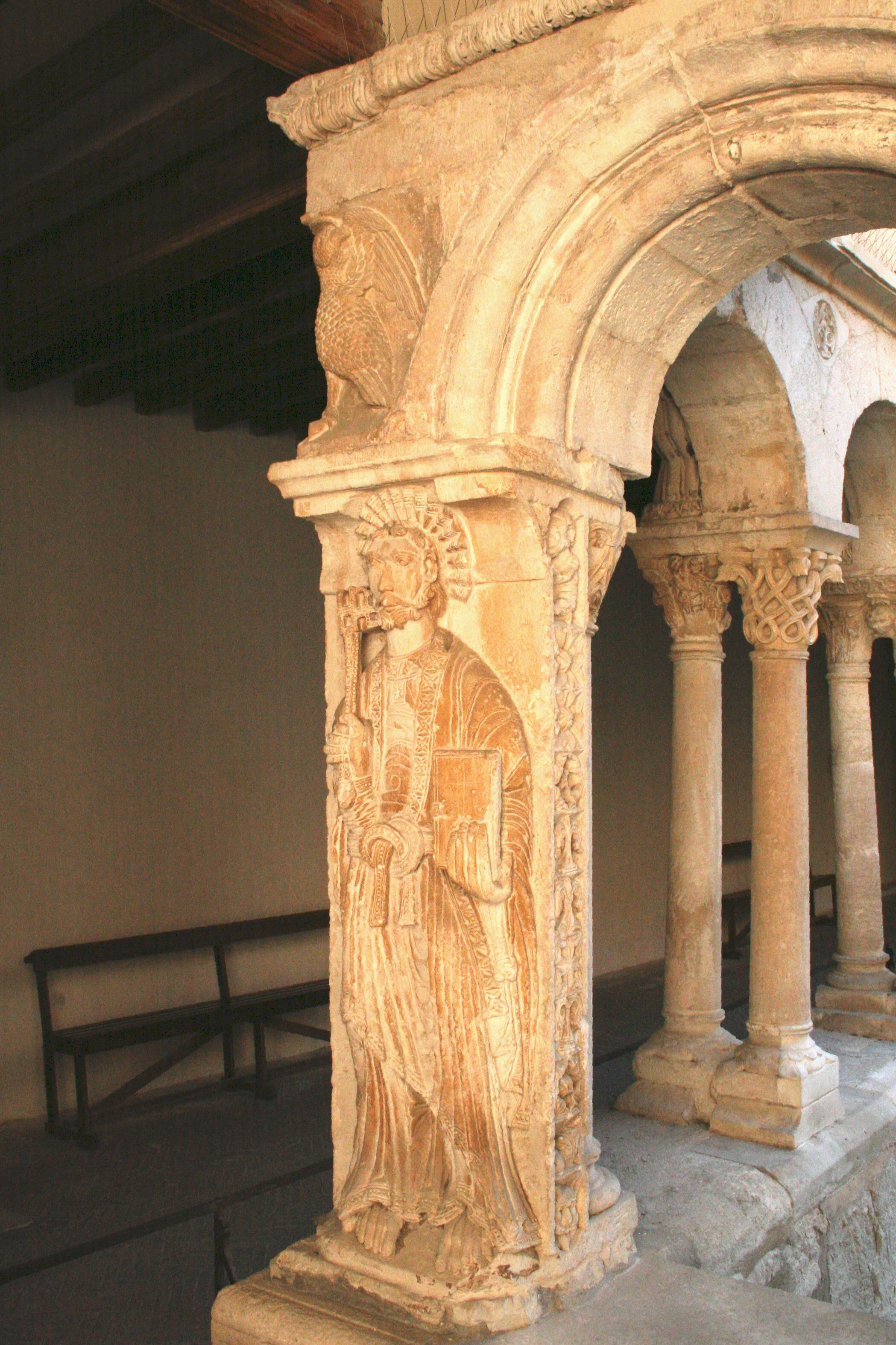
Pilar de San Juan Evangelista.
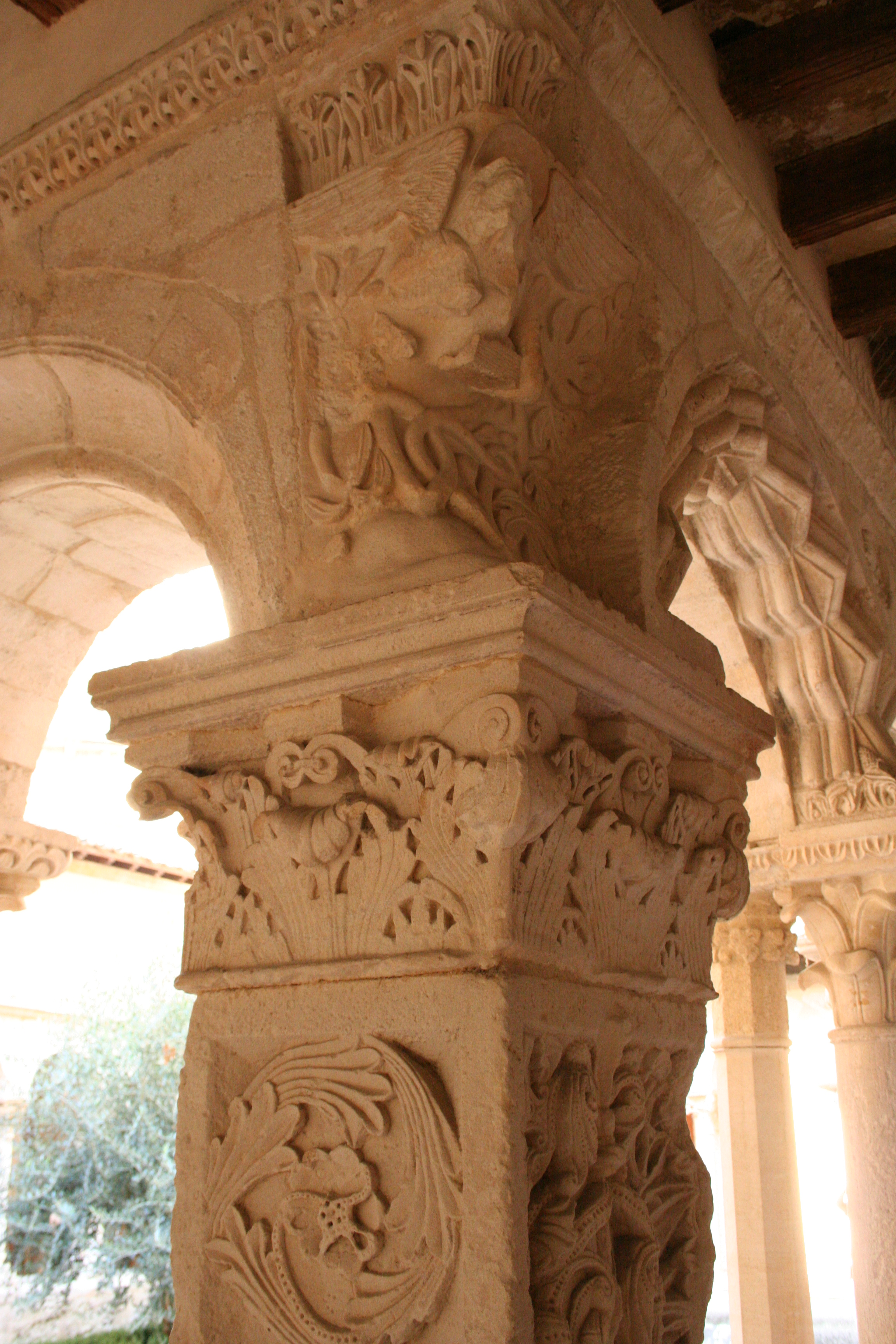
Pilar de San Lucas.